# El Bosque (localitat de Chiapas)
El Bosque és una localitat a l'estat mexicà de Chiapas, cap del municipi homònim. Pel seu caràcter de cap municipal, la localitat és el centre de festivitats religioses realitzades anualment. Les més importants són les de Sant Sebastià, Senyor de Tila, Sant Pere, Sant Antoni, Sant Joan i la Verge del Roser.
La localitat es troba a les coordenades 16° 45′ 47″ N, 93° 5′ 23″ O / 16.76306°N,93.08972°O, a una altura de 1.078 msnm. Segons la classificació climàtica de Köppen el seu clima correspon al tipus Aw-tropical de sabana.
Compta amb 5.833 habitants, cosa que representa un increment mitjà d'un 1,3% anual per al període 2010-2020 sobre la base dels 5.155 habitants registrats en el cens del 2010. Ocupa una superfície de 0,9073 km², cosa que determina a l'any 2020 una densitat de 6,429 hab/km².
| Gràfica d'evolució demogràfica de El Bosque entre 2000 i 2020 |
|                                                               |

Els habitants de El Bosque estan majoritàriament alfabetitzats (17,81% de persones analfabetes l'any 2020) amb un grau d'escolarització al voltant dels 6 anys. El 91,39% de la població és indígena.